# Philipp Misselwitz
Philipp Misselwitz (* 1974 in Jena) ist ein deutscher Architekt, Stadtforscher und Professor am Fachgebiet Entwerfen und Internationale Urbanistik (Habitat Unit) an der Technischen Universität Berlin. In verschiedenen Forschungs-, Lehr- und Beratungsprojekten beschäftigt er sich mit der Wechselwirkung von Flucht, Migration und Stadtentwicklung. Darüber hinaus sind seine aktuellen Forschungsschwerpunkte akteursbasierte Stadtentwicklungsprozesse und Koproduktionen im Wohnungsbau in Europa sowie dem Globalen Süden, ländliche Urbanisierungsprozesse, translokale Raumproduktion sowie transdisziplinäre Lehrmethoden und Citizen-Science-Ansätze im Bereich Städtebau. Seit September 2021 ist er Ko-Geschäftsführer des Bauhauses der Erde.

## Leben und Wirken
Er studierte an der Universität Cambridge und der Architectural Association London und promovierte 2009 im Fach Architektur und Stadtplanung an der Universität Stuttgart zu Urbanisierungsprozessen in Flüchtlingslagern. Von 2010 bis 2013 war er Professor für Entwerfen und Internationalen Städtebau an der Fakultät für Architektur und Stadtplanung an der Universität Stuttgart. Seit 2013 ist er Professor für Entwerfen und Internationale Urbanistik (Habitat Unit) am Institut für Architektur an der Technische Universität Berlin. Seit 2017 ist er Visiting Professor an der School of Architecture and Planning, University of Witwatersrand Johannesburg in Südafrika.

## Publikationen (Auswahl)
- Philipp Misselwitz, Hans Ulrich Obrist, Philipp Oswalt (Hrsg.): Fun Palace 200X. Der Berliner Schlossplatz. Abriss, Neubau oder grüne Wiese? Martin Schmitz Verlag, Berlin 2005, ISBN 978-3-927795-35-8.
- Philipp Misselwitz, Tim Rieniets (Hrsg.): City of Collision – Jerusalem and the Principles of Conflict Urbanism. Birkhäuser Publishers 2006, Basel / New York 2006, ISBN 978-3-7643-7482-2.
- Nikolaus Hirsch, Markus Miessen, Philipp Misselwitz, Matthias Görlich (2009) (Hrsg.): Building Institutions. Sternberg Press 2009, Berlin / New York 2009, ISBN 978-1-933128-54-2
- Philipp Misselwitz, Philipp Oswalt, Klaus Overmeyer (Hrsg.): Urban Catalyst: Mit Zwischennutzungen Stadt entwickeln. Actar 2011, ISBN 978-3-86922-244-8, englische Ausgabe: ISBN 978-3-86922-261-5.
- Nina Gribat, Matthias Görlich, Philipp Misselwitz (Hrsg.): Vergessene Schulen. Architekturlehre zwischen Reform und Revolte um 1968. Spectormag, Leipzig 2017, ISBN 978-3-95905-071-5
- Moritz Ahlert, Maximilian Becker, Albert Kreisel, Philipp Misselwitz, Nina Pawlicki, Tobias Schrammek (Hrsg.): Moravia Manifiesto. Coding Strategies for Informal Neighborhoods, Jovis. Berlin 2018, ISBN 978-3-86859-535-2.